# Szikszai Mária
Szikszai Mária (Marosvásárhely, 1967. augusztus 13. –) erdélyi magyar néprajzkutató, néprajzi szakíró, egyetemi oktató, szakterülete a vallásnéprajz, szakrális művészet, művészetantropológia.

## Életútja, munkássága
Középiskoláit Marosvásárhelyen, az Unirea Líceumban végezte, majd a BBTE-n szerzett egyetemi diplomát magyar–néprajz szakon (1991–96). Magiszteri oklevelét szocio- és etnolingvisztikából (1998), valamint a bölcsészettudományok doktora címet (2004) ugyanitt szerezte meg. 1993-ban féléves részképzésen a brüsszeli egyetemen tanult (1993).
2005-től a BBTE Magyar Néprajz és Antropológia Tanszékén volt előadó.  Szerkesztésében jelent meg a Kriza János Néprajzi Társaság 10. és 11. Évkönyve (Játék és kultúra. Kolozsvár, 2002 és Népi gyógyászat. Kolozsvár, 2003), valamint az Arany János Közalapítvány Határon Túli Magyar Tudományos Kutatásért Szakkuratórium 2001–2003. évi munkájáról tájékoztató kiadvány (Budapest, 2003). 2007 óta az MTA Kolozsvári Akadémiai Bizottságának titkárságvezetője.
Első szakcikkét a kolozsvári Szabadság közölte (1991), a továbbiakat a Keresztény Szó, Korunk, Lélek/jelen/lét, Művelődés, románul a Caietele Tranziţiei; tanulmányai jelentek meg a Csángó sorskérdések. II. (Újkígyós, 1996), Csángósors (Budapest, 1999), Európa közepe – Közép-Európa? (Szeged–Kecskemét 2000), Játék és kultúra (Kolozsvár, 2002), Népi gyógyászat (Kolozsvár, 2003), Lenyomatok (Kolozsvár, 2004), Kép, képmás, kultusz (Szeged, 2006), Népi vallásosság a Kárpát-medencében. II. (Sepsiszentgyörgy–Veszprém 2007) című kötetekben.
2012–2016 között a Babeș–Bolyai Tudományegyetem Magyar Néprajz és Antropológia Intézetének igazgatója volt.

## Kötetei
- Történetek története. Képiség és narráció a magasművészet és népi kultúra között, avagy a homo narrans esete Szent Antallal; Mentor, Marosvásárhely, 2005
- A művészet antropológiája. Egyetemi jegyzet; Kriza János Néprajzi Társaság–BBTE, Kolozsvár, 2009 (Néprajzi egyetemi jegyzetek)
- Szövegek, képek, kultúrák. Két tanulmány a szakrális művészet és a vallásos élet területéről; Mentor, Marosvásárhely, 2010
- Letűnt világok antropológiája és a megismerhetetlen különös szépsége, EME Kiadó, 2020
- Levelek egy letűnt világból. A mindennapok dokumentálása a 20. század papíralapú kultúrájában. I-II., EME Kiadó 2021
- Életek és történetek egy letűnt világból. Egy 20. századi papi életút mikrotörténeti rekonstrukciója Scientia Kiadó, 2022